# Skrifterna
Skrifterna (hebreiska Ketuvim, כְּתוּבִים) är samlingsnamnet på ett antal av böckerna i judendomens Tanach. Dessa böcker är de tre poetiska böckerna (Psaltaren, Ordspråksboken och Job), de fem bokrullarna (Höga Visan, Rut, Klagovisorna, Predikaren och Ester) och några övriga (Första och Andra Krönikeboken, Daniels bok, Esra, Nehemja).